# Pinacoteca David Beghè
La pinacoteca "David Beghé" ha sede a Calice al Cornoviglio, nella media e bassa val di Vara in provincia della Spezia.
Inaugurata il 7 giugno 1992 la Pinacoteca è situata all'interno del castello Doria Malaspina di Calice ed è stata costituita al fine di ospitare numerose opere d'arte del pittore calicese David Beghé e di valorizzarne l'opera.
Nel castello hanno peraltro sede anche gli altri musei del patrimonio museale calicese.

## La collezione
La pinacoteca espone ventotto dipinti dell'artista è stata strutturata, sia nella disposizione delle opere, che nella razionalizzazione degli spazi, per rappresentare al meglio la vena poetica del Beghé, suddivisa nei temi del paesaggio, della ritrattistica e della produzione d'Arte sacra.
Per ciò che riguarda la sua vasta produzione ad affresco, si è provveduto alla riproduzione fotografica della maggior parte delle sue realizzazioni, le quali vengono messe a disposizione del visitatore su pannelli presenti nelle sale espositive.

### Elenco delle opere nella collezione
- Autoritratto, olio su tela, cm 65 × 50, 1874;
- Ritratto di fanciulla  (Ritratto di gentildonna lombarda), olio su tela, cm 40 × 30, prima del 1880;
- Ritratto di adolescente, olio su tela, cm 21 × 31, prima del 1880;
- Ritratto d'uomo con la barba (Ritratto di barbone milanese), olio su tela, cm 50 × 40, circa 1880;
- Maria Torsegno adolescente, olio su tela cm 20 × 29, circa 1880;
- Ritratto di Raffaele Torsegno, olio su tela cm 75 × 60, circa 1880;
- Ritratto di Caterina Delle Piane Torsegno, olio su tela cm 75 × 60, circa 1880;
- Ritratto d'uomo con barba bruna, olio su tela cm 55 × 42, circa 1880;
- Ritratto di Valentina Torsegno Beghé, olio su tela cm 120 × 85, ultimo decennio del XIX secolo;
- Villaggio prealpino, olio su tela cm 90 × 140, ultimo decennio del XIX secolo;
- La foce dell'Entella a Lavagna, olio su tela cm 66 × 72, ultimo decennio del XIX secolo;
- Ritratto di Adele Beghé Brunelli, olio su tela cm 52 × 45, ultimo decennio del XIX secolo;
- Il ponte sull'Entella, olio su tela, cm 75 × 125, ultimo decennio del XIX secolo;
- Riva Trigoso, olio su tela, cm 40 × 65, 1890;
- Madonna con mantello bianco e abito blu, olio su tela, cm 70 × 45, ultimo decennio del XIX secolo;
- Il Bambino Gesù benedice il mare (Bambin Gesù benedicente), olio su tela, cm 210 × 133, primo decennio del XX secolo;
- Sacro Cuore, olio su tela, cm 60 × 56, primo decennio del XX secolo;
- Paesaggio d'alta montagna, olio su tela, cm 100 × 140, primo decennio del XX secolo;
- Angelo custode con croce, olio su tela, cm 68 × 50, primo decennio del XX secolo;
- Plesio sul lago di Como, olio su tela, cm 50 × 30, 1908;
- Angelo custode, olio su tela, cm 75 × 55, primo decennio del XX secolo;
- Studio di torso maschile, olio su tela, cm 65 × 50, primo decennio del XX secolo;
- Madonna con manto bianco, olio su tela, cm 125 × 90, 1919;
- Madonna con manto blu, olio su tela, cm 50 × 40, secondo decennio del XX secolo;
- Madonna dell'ulivo, olio su tela, cm 110 × 80, 1926;
- Ghiacciaio, olio su tela, cm 100 × 150, 1929;
- Cristo che porta la croce, olio su tela, cm 75 × 55, 1930.